# Nullarbor

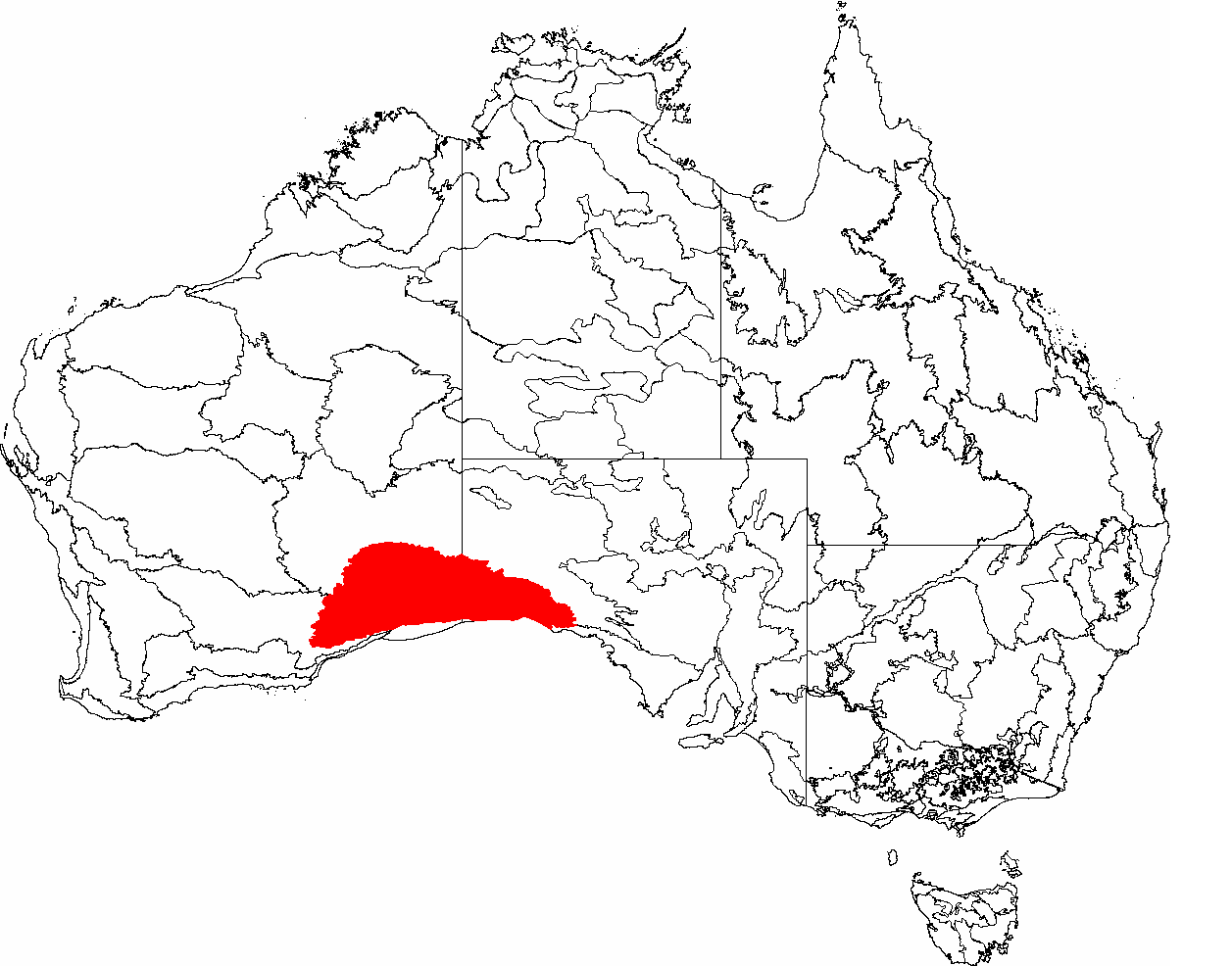
Nizina Nullarbor (kolor czerwony)

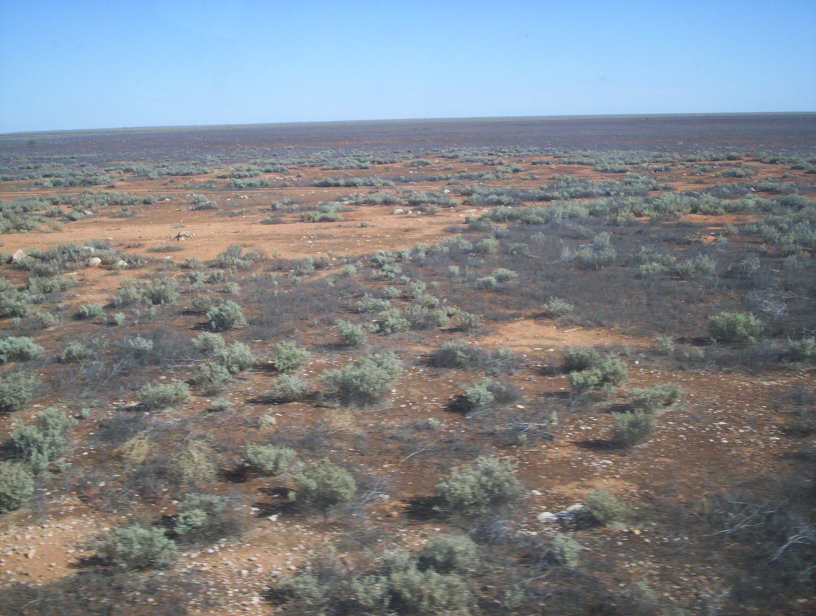
Krajobraz niziny Nullarbor

Nullarbor Plain – nizinny obszar położony w Australii, w stanach Australia Południowa i Australia Zachodnia, bezpośrednio na północ od Wielkiej Zatoki Australijskiej. Słowo Nullarbor wywodzi się z łaciny i oznacza "brak drzew".
Jest to największy na świecie pojedynczy fragment skrasowiałego wapienia o łącznej powierzchni około 200 000 km² i długości ponad 1200 km ze wschodu na zachód.
Mieści się tu najbardziej suchy punkt w Australii – Farina. Roczne opady deszczu wynoszą tu 142 mm.
Nizinę Nullarbor przecinają dwie arterie komunikacyjne: linia kolejowa biegnąca z Sydney do Perth (tzw. Indian Pacific) – na jednym z odcinków o długości 479 km tor kolejowy nie ma żadnego zakrętu ani zmiany w różnicy poziomu oraz autostrada „Eyre Highway” z całkowicie prostym odcinkiem drogi o długości 146,6 km (między miejscowościami Balladonia oraz Caiguna).
Na nizinie występuje bardzo skąpa roślinność, tzw. skrub składający z niskopiennych krzaków akacji i eukaliptusów, bliżej wybrzeża występują słonorośla. Znaczna część równiny ma status Parku Narodowego i znajduje się pod ochroną.
Południowa część niziny opada ku zatoce wysokim klifem (miejscami nawet 90 m), znajduje się tu bardzo dobrze rozwinięty system krasowy jaskiń, podziemnych rzek i jezior. Jeden z takich obszarów otwarty dla turystów to kompleks jaskiń Murrawijinie Caves, znajdujący się w Australii Południowej. Aby mieć dostęp do innych jaskiń, potrzebna jest zgoda odpowiednich urzędów.
Na nizinie znajduje się zaledwie kilka zamieszkanych obszarów, większość z nich to małe osady położone wzdłuż linii kolejowej i autostrady. Największym z nich było Cook położone w Australii Południowej, w momencie największego rozwoju mieszkało tam aż 40 osób i znajdowała się tam nawet szkoła i pole golfowe.